# Mitrospingus
Mitrospingus är ett fågelsläkte som traditionellt placerats i familjen tangaror inom ordningen tättingar. DNA-studier visar dock att de tillhör en egen utvecklingslinje tillsammans med Lamprospiza och Orthogonys. Denna grupp lyfts numera vanligen ut i den egna familjen falsktangaror (Mitrospingidae).
Släktet omfattar endast två arter som förekommer från östra Costa Rica till västra Ecuador och allra nordligaste Brasilien:
- Svartmaskad falsktangara (M. cassinii)
- Gråmaskad falsktangara (M. oleagineus)